# Sredorek, Sliven
Sredorek (în bulgară Средорек) este un sat în comuna Sliven, regiunea Sliven,  Bulgaria. 

## Demografie
Componența etnică a satului Sredorek
     Turci (96,59%)
     Nicio identificare (3,4%)
     Altele (0%)
La recensământul din 2011, populația satului Sredorek era de 147 locuitori. Din punct de vedere etnic, majoritatea locuitorilor (96,59%) erau turci. Pentru 3,4% din locuitori nu este cunoscută apartenența etnică.